# Arenostola olivescens
Arenostola olivescens là một loài bướm đêm trong họ Noctuidae.